# Мино (единица измерения)

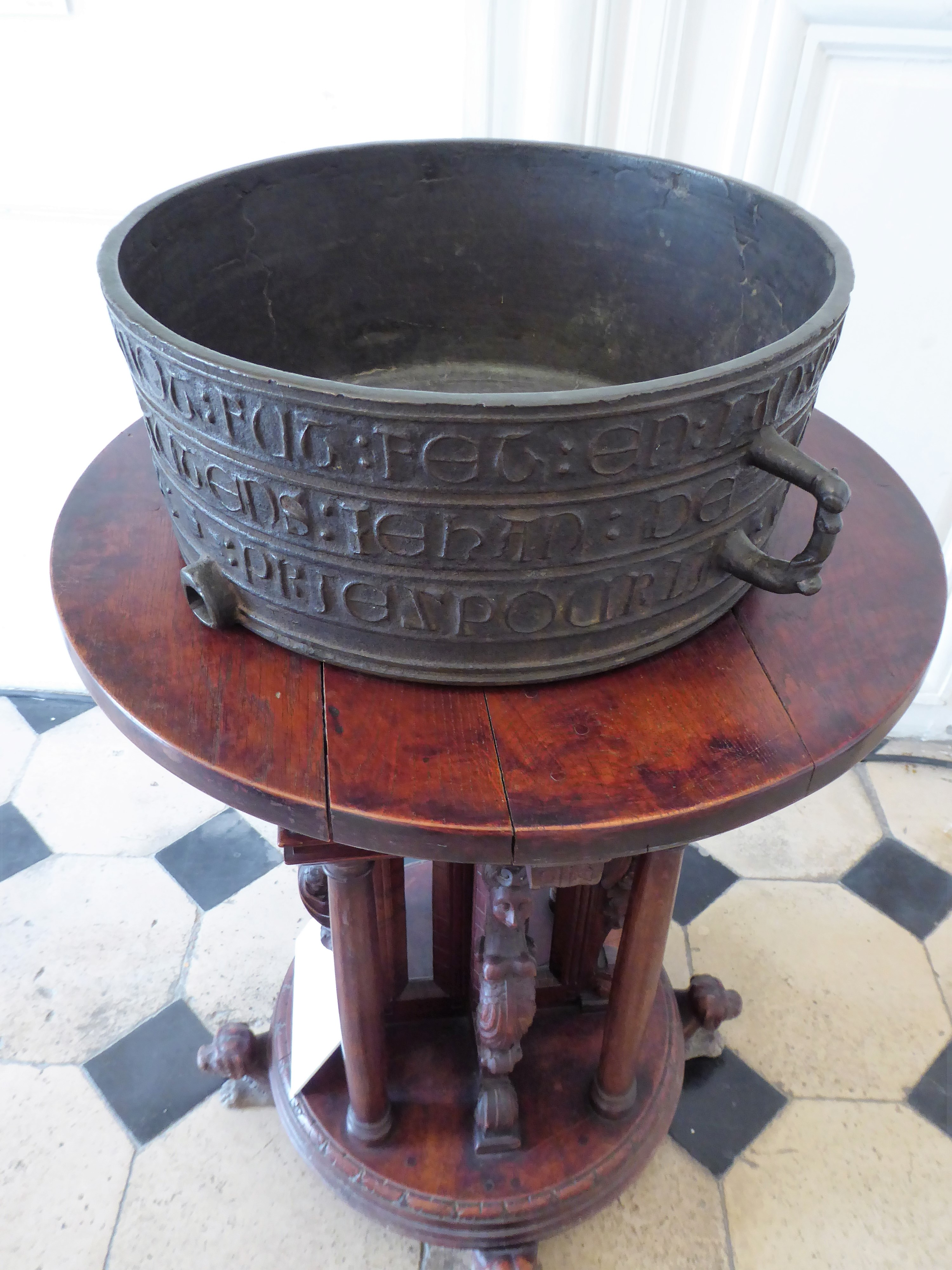
Бронзовый мерный сосуд из Шартра, равный 1 мино. XIII век

Мино́ (фр. minot французское произношение: [mino]) — старофранцузская единица измерения объёма.
Мино использовалась прежде всего для измерения сыпучих веществ: различных видов зерна, а также соли и угля. Мера была в ходу со времён средневековья до перехода на метрическую систему во время Великой французской революции. 
Мино равнялась ¼ сетье и ½ французской мины, однако в разное время и в разных регионах Франции её величина различалась. Так, в Вове её величина составляла 31,66 литров, в Дрё — 29,06 литров, в Жанвиле — 64,64 литра, в Ножан-ле-Ротру — 45,30 литров, в Сенвиле — 39,3 литра, в Сенонше — 37,81 литра, во Фразе — 39,03 литра, в Шартре — 31,67 литров, в Шатодёне — 24,13 литров. В 1557 году величина мино была унифицирована во всей стране на основе парижской мино, после чего её величина стала равняться примерно 38,1 литрам или трём французским бушелям.
Вместе с тем, даже после унификации продолжали использоваться иные объёмы мино, сильно отличавшиеся от стандарта. Так, ещё в 1740 году существовала особая мино для аннона (смеси пшеницы, ржи и ячменя), равная 51,57 литрам. Была также в ходу мино для соли, которая называлась в некоторых регионах брюнель или брюно.